# Theyazin bin Haytham Al Sa'id
Theyazin bin Haytham Āl Saʿīd (Mascate, 21 agosto 1990) è il principe ereditario dell'Oman.

## Biografia
Sayyid Theyazin bin Haytham è nato a Mascate il 21 agosto 1990 ed è figlio del sultano Haytham bin Tariq Al Sa'id e della Sayyida Ahad bint Abd Allah bin Hamad Al Busaidiyah. Suo zio Sayyid Asa'ad bin Tariq è vice primo ministro per le relazioni e gli affari di cooperazione internazionale mentre suo altro zio (e suocero), Sayyid Shihab bin Tariq, è vice primo ministro per gli affari della difesa. L'ex sultano Qābūs bin Saʿīd Āl Saʿīd è uno dei suoi zii.
Ha frequentato la Oxford Brookes University laureandosi in scienze politiche.
Terminati gli studi, ha lavorato presso l'ufficio reale privato dell'ambasciata dell'Oman a Londra per cinque anni dal 2014. Secondo alcuni media omaniti lavorava presso il Ministero degli affari esteri dal 2013.
Il 18 agosto 2020 suo padre, da qualche mese asceso al trono, lo ha nominato ministro della cultura, dello sport e della gioventù. Il 12 gennaio dell'anno successivo suo padre lo ha nominato principe ereditario.
Nel luglio del 2022, ha completato l'accademia militare di Sandhurst.

## Vita privata
Si è sposato l'11 novembre 2021 con Sayyida Meyyan bint Shihab Al Sa'id, sua doppia cugina di primo grado, nella Sala degli Specchi del Palazzo di Al Alam (e divorziato nel 2022).
Il 24 aprile 2025, l'erede apparente ha sposato Sayyida Alia bint Mohammed bin Hilal bin Hamad Al Busaidi nella Sala degli Specchi del Palazzo Al Alam.

## Albero genealogico
|                                   |                                   |                                  | Genitori            |  |  | Nonni            |  |  | Bisnonni          |  |
|                                   |                                   |                                  |                     |  |  | Tariq bin Taymur |  |  | Taymur bin Faysal |  |
|                                   |                                   |                                  |                     |  |  | Tariq bin Taymur |  |  | Taymur bin Faysal |  |
|                                   |                                   | Kamila Khanum                    |                     |  |  | Tariq bin Taymur |  |  |                   |  |
| Haytham bin Tariq                 |                                   |                                  |                     |  |  | Tariq bin Taymur |  |  |                   |  |
|                                   |                                   | Shawana bint Hamud Al-Busaidiyah | Hamud Al-Busaidiyah |  |  |                  |  |  |                   |  |
|                                   |                                   | Shawana bint Hamud Al-Busaidiyah | Hamud Al-Busaidiyah |  |  |                  |  |  |                   |  |
|                                   |                                   | Shawana bint Hamud Al-Busaidiyah | …                   |  |  |                  |  |  |                   |  |
| Theyazin bin Haytham              |                                   | Shawana bint Hamud Al-Busaidiyah |                     |  |  |                  |  |  |                   |  |
|                                   | Abd Allah bin Hamad Al Busaidiyah | Hamad Al Busaidiyah              |                     |  |  |                  |  |  |                   |  |
|                                   | Abd Allah bin Hamad Al Busaidiyah | Hamad Al Busaidiyah              |                     |  |  |                  |  |  |                   |  |
|                                   | Abd Allah bin Hamad Al Busaidiyah | …                                |                     |  |  |                  |  |  |                   |  |
| Ahad bint Abd Allah Al Busaidiyah | Abd Allah bin Hamad Al Busaidiyah |                                  |                     |  |  |                  |  |  |                   |  |
|                                   |                                   | …                                | …                   |  |  |                  |  |  |                   |  |
|                                   |                                   | …                                | …                   |  |  |                  |  |  |                   |  |
|                                   |                                   | …                                | …                   |  |  |                  |  |  |                   |  |
|                                   |                                   | …                                |                     |  |  |                  |  |  |                   |  |